# Monteleone d’Orvieto
Monteleone d’Orvieto ist eine italienische Gemeinde mit 1361 Einwohnern (Stand 31. Dezember 2023) in der Provinz Terni in der Region Umbrien.

## Geografie

Lage der Gemeinde Monteleone d’Orvieto in der Provinz Terni

Die Gemeinde erstreckt sich über rund 24 km². Sie liegt etwa 35 km südwestlich von Perugia und rund 60 km nordwestlich von Terni. Sie ist Teil der Verwaltungsgemeinschaft Comunità montana Monte Peglia e Selva di Meana und liegt in der klimatischen Einordnung italienischer Gemeinden in der Zone E, 2 275GG. auf 500 m s.l.m. Der Ort gilt als Bevölkerungsmittelpunkt Italiens und liegt an den Flüssen Chiani, Ripignolo und Fossalta. Im nördlichen Gemeindegebiet entspringt der Nestore.
Zu den Ortsteilen zählen Colle, San Lorenzo, Santa Maria und Spiazzolino.
Die Nachbargemeinden sind Città della Pieve (PG), Fabro, Montegabbione und Piegaro (PG).

## Geschichte
Erste menschliche Ansiedlungen in dem Ort gehen wahrscheinlich auf die Etrusker zurück. Die Geschichte des heutigen Ortskern beginnt im 11. Jahrhundert mit der Errichtung der Burg, die von Florenz 1643 zerstört wurde. Die Herkunft des Ortsnamens Montis Leonis wird dem Papst Leo IX. zugeschrieben, der Namenszusatz entstammte den direkten Einfluss von Orvieto, unter dem der Ort bis 1373 stand, als Karl IV. die Burg den Grafen Turrena unterstellte. Danach herrschten kurzzeitig der Graf Ugolino di Montemarte da Corbara und die Grafen aus Marsciano über den Ort. 1398 unterstellte Papst Bonifatius IX. Monteleone dem Grafen Francesco di Corbara, dem Bartolomeo Della Rovere, dem Neffen von Papst Sixtus IV., als Herrscher folgte, bevor der Ort 1481 wieder unter die Kontrolle von Orvieto geriet. Durch die Heirat eines Bandini aus Città della Pieve konnte die Gräfin Manfilia dei Conti di Montemarte da Corbara Erbansprüche auf das Castello anmelden, wodurch ein Konflikt mit Orvieto entstand, der erst am 11. Juli 1497 durch den Frieden von Monteleone beigelegt werden konnte und Orvieto die Oberhand über den Ort behielt und mit der Verstärkung der Stadtmauern begann. Zu dieser Zeit entstand zudem das Stadttor Porta Nord. Im ersten Krieg um das Herzogtum Castro wurde der Ort 1643 von Truppen aus Florenz als Verbündete der Farnese gegen Urban VIII. zuerst belagert und kurze Zeit später eingenommen. Nach dem Friedensabkommen von Castel Giorgio fiel Monteleone dem Kirchenstaat zu. Der Ort wurde am 9. September 1860 von Königreich Italien annektiert und votierte am 9. November 1860 zugunsten von Viktor Emanuel II., der Monteleone am 22. November per Dekret zum Teil Umbriens erklärte.

## Sehenswürdigkeiten

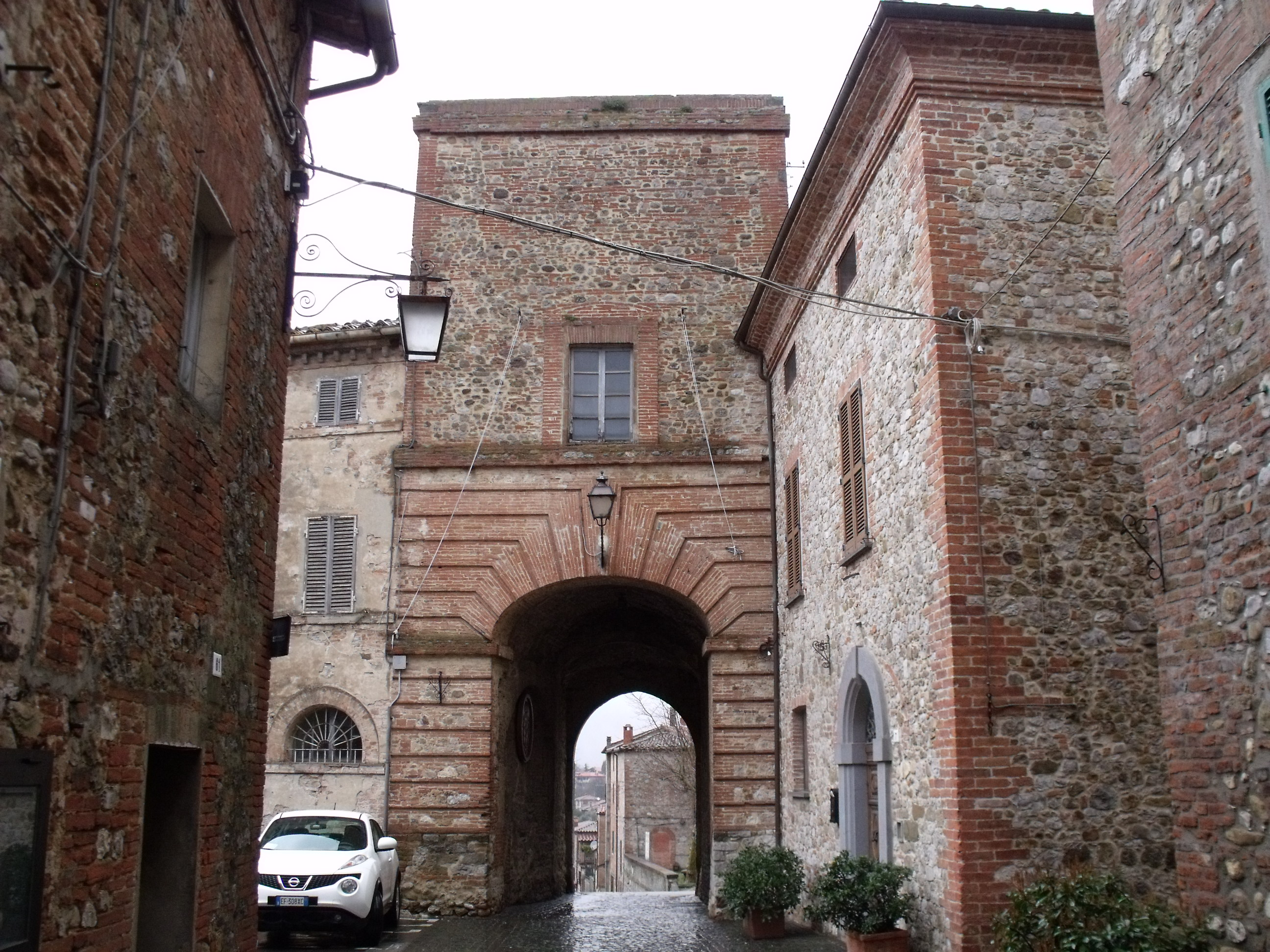
Das Stadttor Porta Nord mit dem Torre Mozza von innerhalb der Stadtmauern aus gesehen

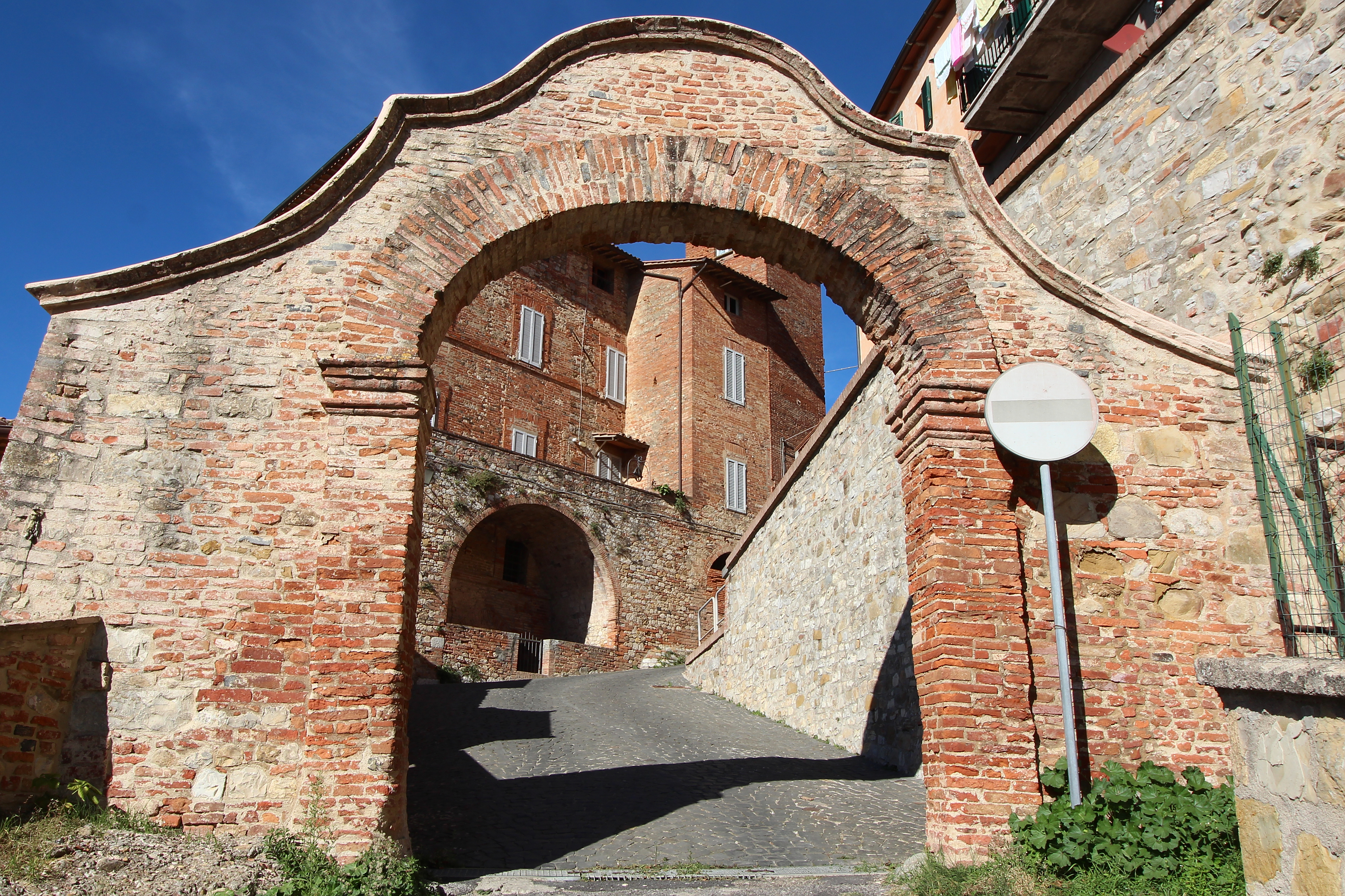
Das Stadttor Porta Sud von außerhalb gesehen

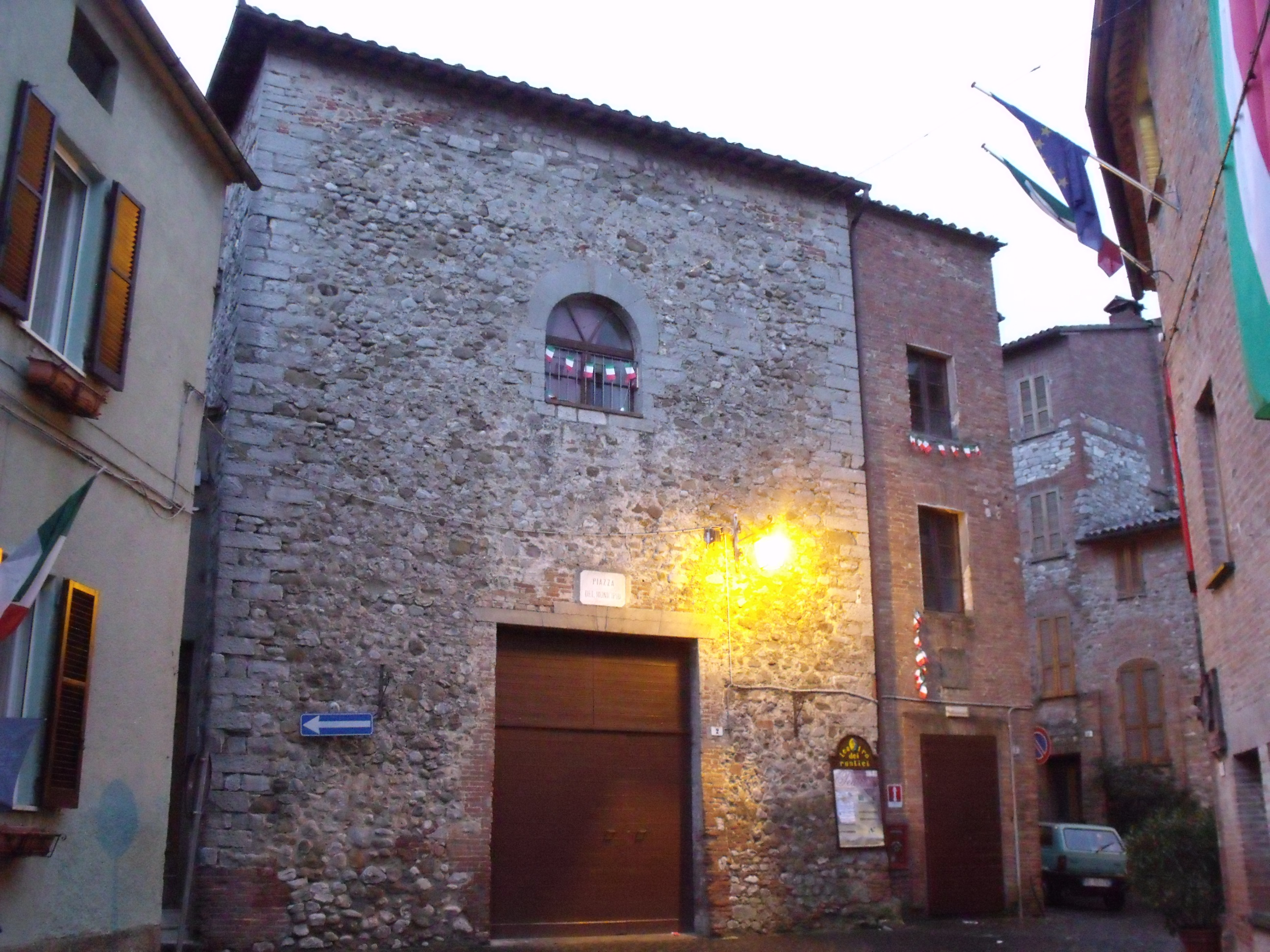
Das Teatro dei Rustici

- Chiesa dei Santissimi Apostoli Pietro e Paolo, bereits 1295 schon existente Pfarrkirche im Ortskern. Der Campanile entstand 1815. Enthält Werke aus der Schule des Perugino[5] und die Krypta San Teodoro mit Reliquien desselben.
- Chiesa della Santissima Annunziata e del Santissimo Sacramento, Kirche im Ortskern, die im 15. Jahrhundert entstand. Sie wurde 1643 restauriert, hierbei entstand die neue Fassade. Der Campanile wurde 1762 neu errichtet. Seit 1783 beherbergt sie auch die Confraternita del Sacramento.[6]
- Chiesa di Sant’Antonio da Padova, Kirche im Ortskern, die 1601 aus dem Palazzo della famiglia Angeli entstand.[7]
- Porta Nord, Haupttor des Stadtmauerrings, im Mittelalter entstanden und 1848 renoviert. Über dem Tor befindet sich der Turm Torra Mozza.
- Porta Sud, südliches Stadttor des Mauerrings in der Via delle Cantine.
- Teatro dei Rustici, 1732 entstandenes Theater, welches mit 96 Plätzen zu den kleinsten der Welt gehört.
- Torre dell’Orologio, Uhrturm an der Piazza Bilancini aus dem Jahr 1888, war ursprünglich als Rathaus geplant.
- Chiesa del Crocifisso, Kirche aus dem Jahr 1636 kurz außerhalb der Stadtmauern, die über einer älteren Kirche entstand.[8]
- Chiesa di San Cristoforo, um 1706 entstandene und am 4. Juli 1758 konsekrierte Kirche in Colle Alto (Ortsteil Colle).
- Chiesa della Madonna del Soccorso, Kirche in Colle Basso (Ortsteil Colle)
- Chiesa di San Lorenzo, Kirche im Ortsteil San Lorenzo, die 1967 entstand. Die erste Kirche entstand im 15. Jahrhundert und wurde 1787 durch eine größer ersetzt.[9]
- Chiesa di Santa Maria Maddalena, Kirche aus dem frühen 16. Jahrhundert im Ortsteil Santa Maria.

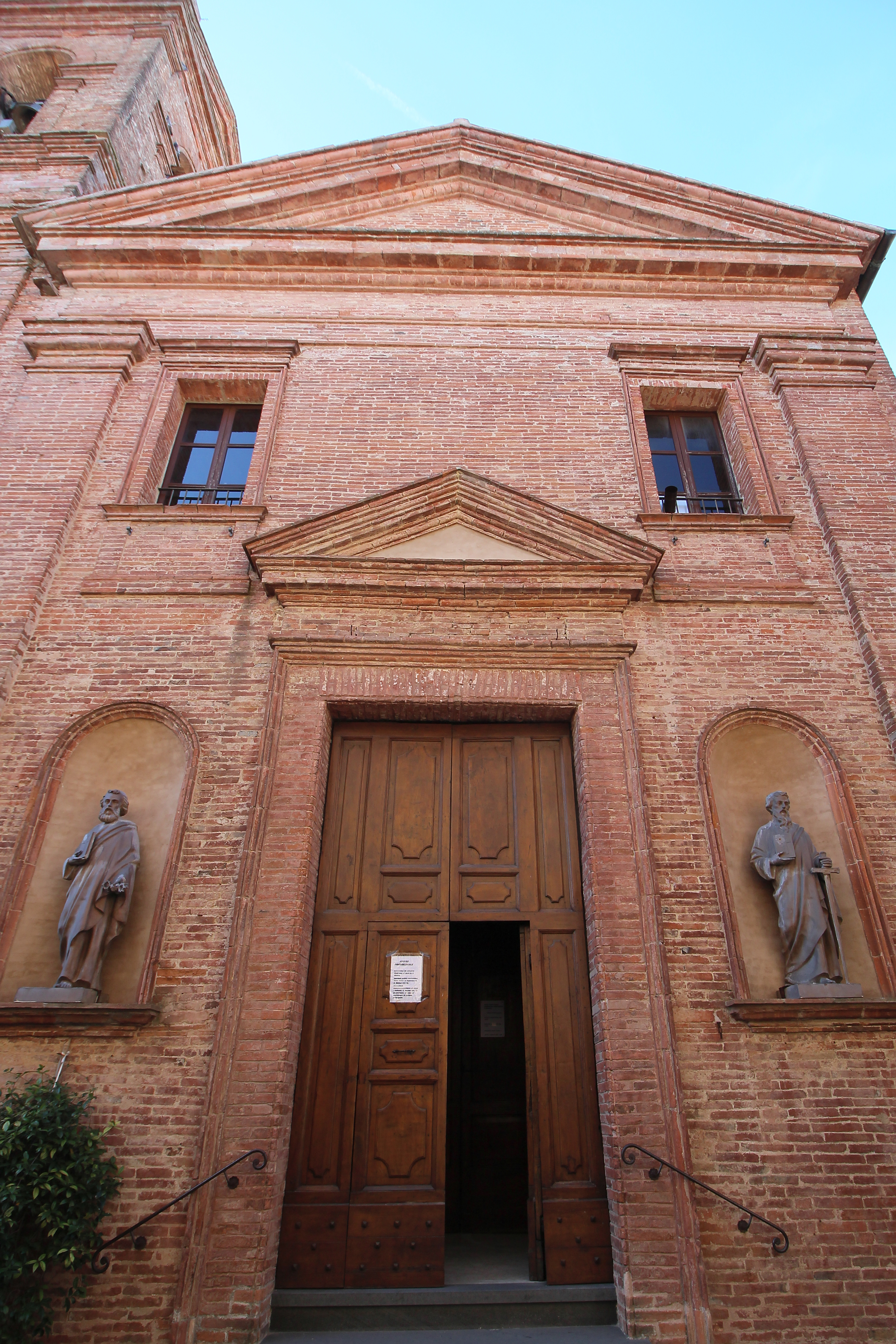
Die Kirche Santi Pietro e Paolo
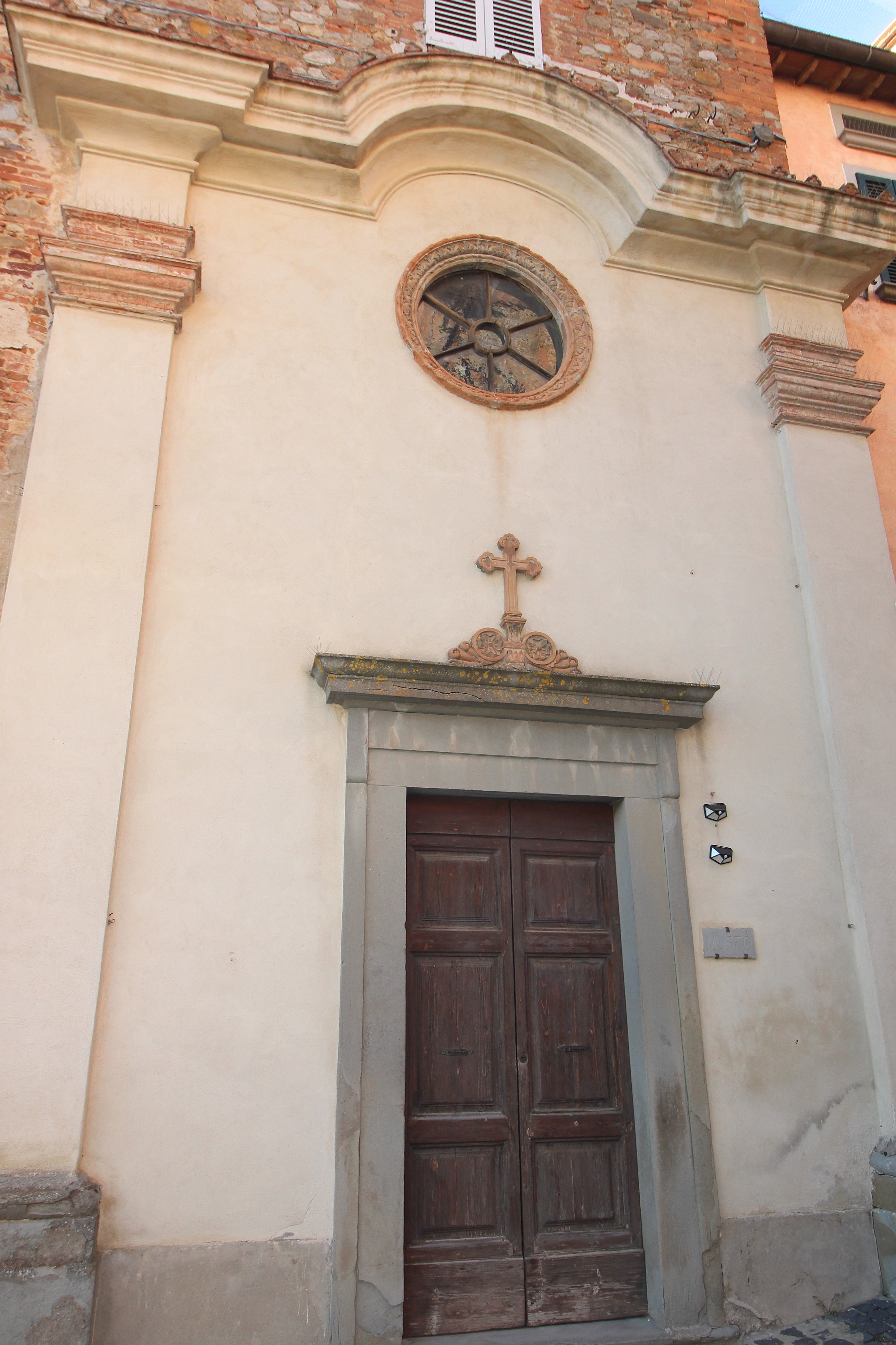
Die Kirche Sant’Antonio da Padova
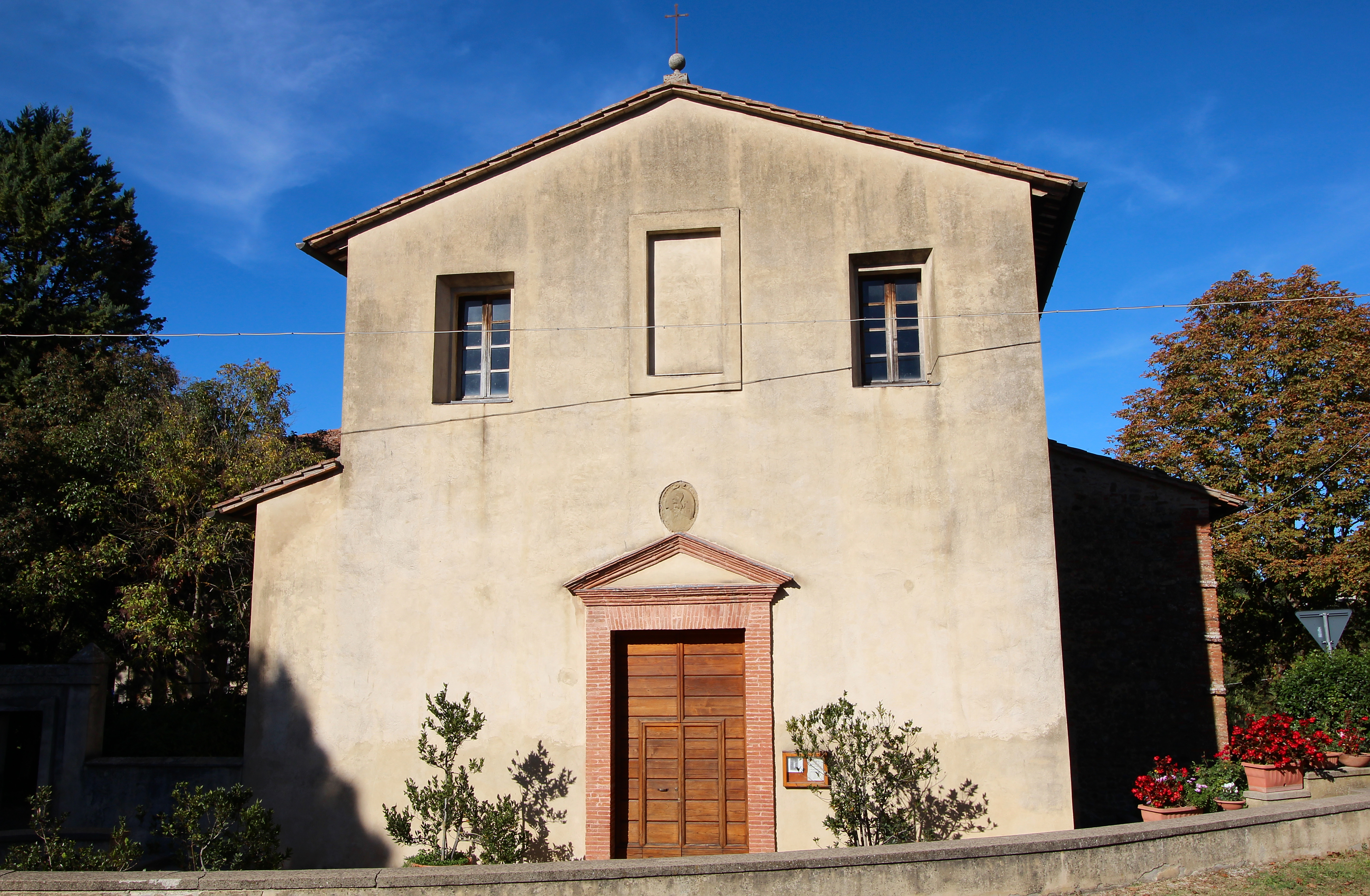
Die Kirche Chiesa del Crocifisso
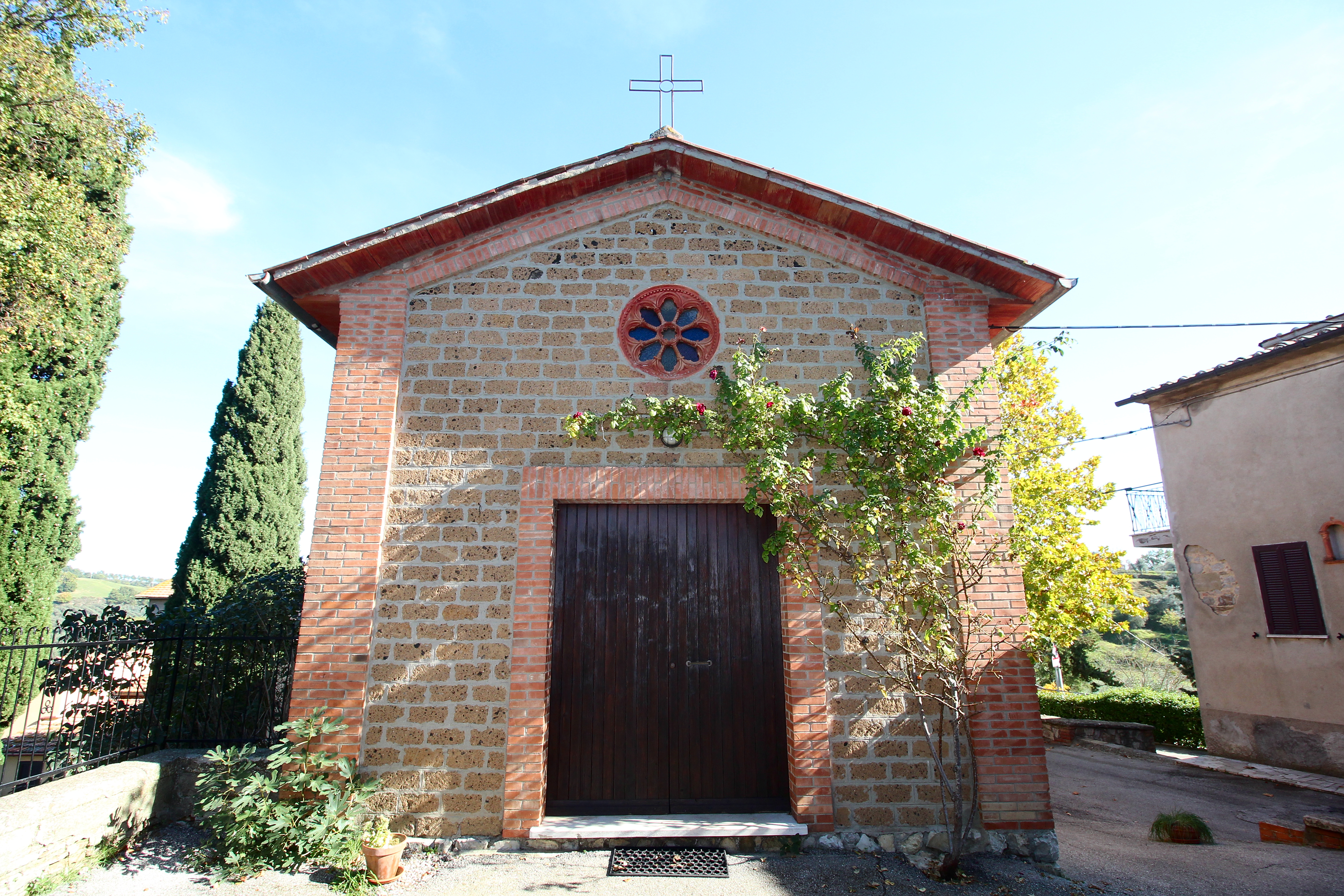
Die Kirche San Lorenzo in San Lorenzo
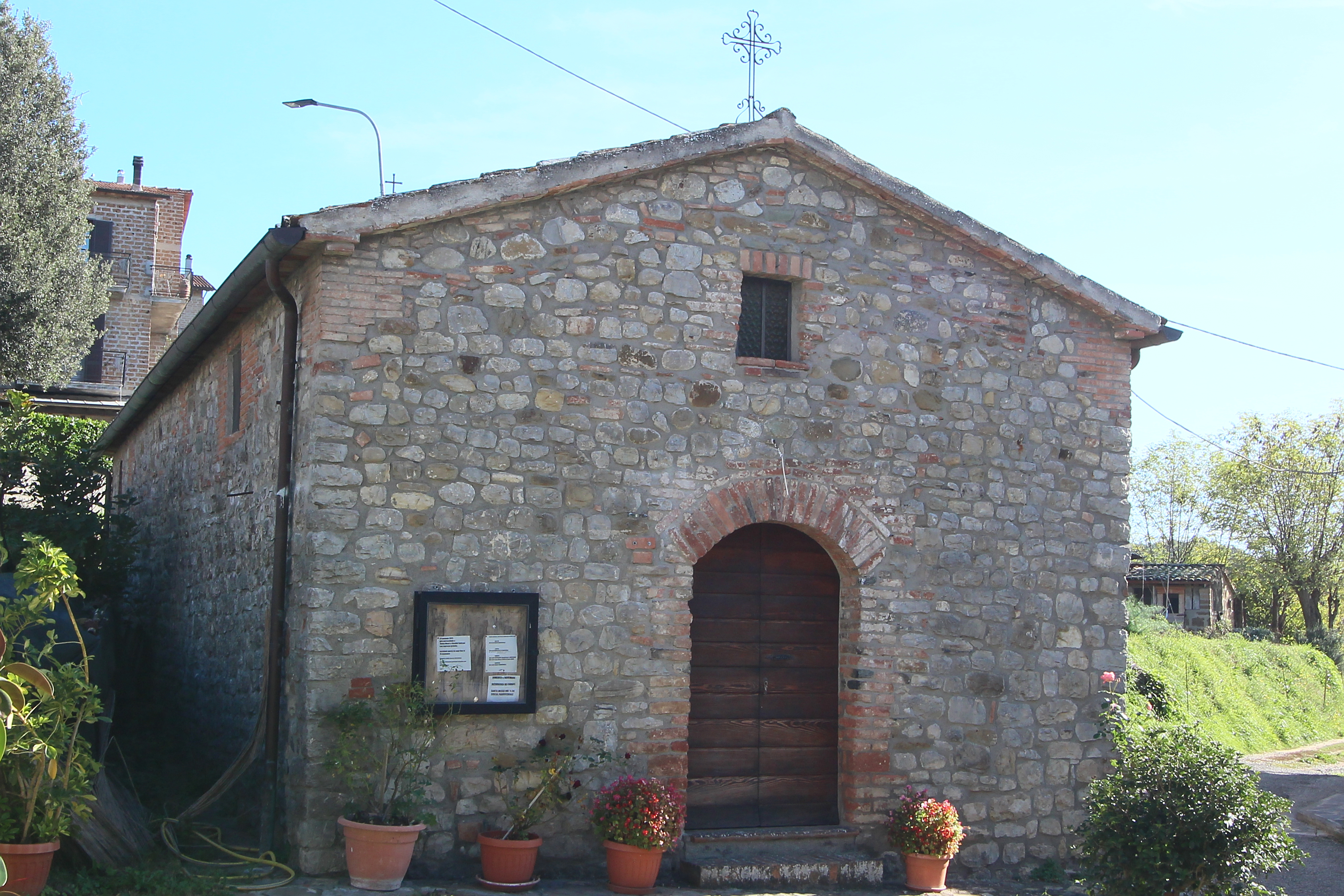
Die Kirche Santa Maria Maddalena in Santa Maria

## Söhne und Töchter der Gemeinde
- Pietro Bilancini (* 21. September 1864 in Monteleone d’Orvieto; † 22. März 1895 in Sassari), Dichter und Literaturkritiker
- Attilio Parelli (geboren als Attilio Enrico Paparella am 31. Mai 1874 in Monteleone d’Orvieto; † 26. Dezember 1944 ebd.), Komponist und Dirigent

## Veranstaltungen
- Giostra del Giglio, auch Palio del Giglio (Lilienpalio) genannt, findet seit 1997 jeweils am 16. August als Palio statt. Er ist Nachfolger des Palio del Carro (Wagenpalio), bei dem sich zwischen 1981 und 1996 die Ortsteile gegenüberstanden. Seit 1997 stehen sich nur noch die zwei historischen Hauptfraktionen des historischen Ortskerns gegenüber. Diese Tradition geht auf die Jahre zwischen dem 13. und 14. Jahrhundert zurück, als die Guelfen der Conti di Montemarte den Conti di Parrano, auch Conti di Marsciano oder Bulgarelli genannt, gegenüberstanden. Damals wurde die Veranstaltung Corteo storico di Monteleone d’Orvieto genannt.

## Verkehr
- Nächstgelegener Anschluss an den Fernverkehr ist die Anschlussstelle Fabro an der A1, etwa 5 km südwestlich gelegen.
- Der nächstgelegene Bahnhof liegt in Fabro Scalo, etwa 5 km südlich. Der Fabro/Ficulle genannte Bahnhof liegt an der Bahnstrecke Florenz–Rom.